# André Southon
 (mars 2015).
André Southon est un homme politique français, résistant,  né le 30 juillet 1906 à Aubusson, et mort le 10 octobre 1959 à Montluçon. Il est maire de Montluçon (1950-1959), et sénateur de l'Allier (1950-1959).

## Biographie
Issu d'une famille paysanne, André Southon est le fils d'un inspecteur de l'enseignement primaire et d'une professeure de l'école normale. Après des études secondaires aux lycées de Guéret, Quimper et Poitiers, il obtient le grade de baccalauréat en latin, sciences et philosophie en 1923-1924. Puis il suit des études d'histoire et géographie à l'université de Poitiers, où il crée la section locale de la Ligue d'action universitaire républicaine et socialiste (LAURS). En 1927, il soutient un mémoire de diplôme d'études supérieures sur « les départements français sous le gouvernement provisoire et la Seconde République. L'action politique et sociale de la Vienne (24 février 1848-26 mai 1849) ».
Titulaire d'une bourse d'agrégation d'histoire de la faculté des lettres de Lyon, il est deux fois admissible à ce concours, en 1928 et 1929, avant d'effectuer son service militaire dans l'infanterie. Sous-lieutenant de réserve, il devient professeur d'histoire et de géographie au lycée de Montluçon en 1933. Dans cette ville, il milite à la SFIO, à la Ligue des droits de l'homme et du citoyen et à la fédération des officiers de réserve républicains, dont il préside le groupement montluçonnais à partir de 1935.
Candidat socialiste à l'élection législative partielle du 23 avril 1939 dans la circonscription de Montluçon-Ouest (certains au sein du parti auraient préféré le docteur Jean Billaud), après l'élection au Sénat de Marx Dormoy, il obtient 4 995 voix sur 20 416 inscrits au premier tour et se désiste au second en faveur du candidat communiste Eugène Jardon, qui l'emporte.
Mobilisé en 1939 avec le grade de lieutenant de réserve, il sert comme officier de renseignement au 98e régiment d'infanterie. Fait prisonnier le 18 juin 1940, il est enfermé dans les oflags de Lübben, Münster et Soest. Libéré le 6 avril 1945, il est élu adjoint au maire de Montluçon puis président de la fédération départementale de la Ligue des droits de l'homme et du citoyen et vice-président de la fédération des officiers de réserve républicains.
Battu aux élections législatives françaises de novembre 1946, il est élu conseiller de la République de l'Allier le mois suivant. Inscrit au groupe de la SFIO, il siège aux commissions de la défense nationale et de l'éducation nationale, puis, à partir de février 1948, à la commission nationale française pour l'Unesco.
Candidat SFIO lors des élections de novembre 1948, il obtient 524 voix sur 1 017 suffrages exprimés au second tour de scrutin et remporte le second siège à pourvoir, derrière le socialiste François Auberger. Membre de la commission des affaires étrangères de 1948 à 1955, il siège à celle du suffrage universel en 1949, à celle de l'éducation nationale de 1950 à 1955 et à celle de la famille de 1953 à 1955.
Élu maire de Montluçon en 1950, puis vice-président du conseil général de l'Allier en 1951, il est réélu, avec Fernand Auberger, sur une liste d'Action socialiste et républicaine pour la défense des libertés et de la paix présentée par la SFIO, obtenant 750 voix sur 852 suffrages exprimés, au second tour du scrutin. Au Sénat, il retrouve son siège aux commissions des affaires étrangères, du suffrage universel et de l'éducation nationale de 1950 à 1955 et à celle de la famille, avant d'entrer, en 1956, à la commission de la défense nationale.
Les 2 et 3 juin 1958, il vote la reconduction des pouvoirs spéciaux en Algérie et la révision constitutionnelle, mais pas les pleins pouvoirs au gouvernement.
Son dernier mandat prend fin le 26 avril 1959 n'étant pas réélu aux élections de 1959. La même année, il accueille le général de Gaulle en visite a Montluçon. Il meurt quelques mois plus tard à l'âge de 53 ans. Il est inhumé au cimetière de l'Est à Montluçon.

## Famille
Il est marié à Germaine Miconnet (1908-1991), avec laquelle il a trois fils, Roger, Daniel et René.